# 1919 у літературі

## Нагороди
- Нобелівську премію з літератури отримав швейцарський поет Карл Шпіттелер.

## Народились
- Айріс Мердок
- Ален Боске
- Амріта Прітам
- Анатолій Дніпров
- Андрійчук Василь Методійович
- Анненков Юлій Лазарович
- Апанович Олена Михайлівна
- Аров Борис Лазарович
- Аронецька Надія Степанівна
- Ашраф Пахлаві
- Балецький Еміль Дмитрович
- Балтер Борис Ісакович
- Бандуренко Євген Федорович
- Бен'ямін Тамуз
- Богомил Райнов
- Веселин Ханчев
- Висоцький Олексій Володимирович
- Вишневий Григорій
- Вірхнянський Іван
- Владо Малеський
- Войтех Замаровський
- Володимир Бабула
- Володін Олександр Мойсейович
- Гамалій Дмитро Михайлович
- Ганс Віктор Говальдт
- Гаптар Максим Лукич
- Гартмут фон Гесслін
- Геворг Емін
- Глазков Микола Іванович
- Гойда Юрій Андрійович
- Голубєв Георгій Гордійович
- Горецький Петро Гнатович
- Гранін Данило Олександрович
- Гузенко Ігор Сергійович
- Ґерд Освальд
- Ґустав Герлінґ-Ґрудзінський
- Данилюк Михайло
- Деніел Белл
- Джером Девід Селінджер
- Джордж Гербнер
- Джуліо Андреотті
- Дмитрик Іван
- Доломан Євмен Михайлович
- Доріс Лессінг
- Дороті Лавінія Браун
- Дрок Кость Леонідович
- Дрофань Анатолій Павлович
- Дузь Іван Михайлович
- Едвін Ньюман
- Ерік Браун
- Загачевський Євстахій Ілліч
- Зак Авнер Григорович
- Ізарський Олекса
- Ірлявський Іван
- Калашников Михайло Тимофійович
- Камінська Діна Ісааківна
- Капутікян Сільва Барунаківна
- Каспрук Арсен Арсенович
- Кентржинський Богдан Антонович
- Коваленко Іван Юхимович
- Когут Петро Михайлович
- Коломієць Олексій Федотович
- Корнієнко Олексій Зосимович
- Краффт Вернер Єгер
- Кривець Олександр Єлісейович
- Кримський Володимир
- Кузьменко Віктор Якович
- Кульчицький Михайло Валентинович
- Кутень Іван Омелянович
- Лавриненков Володимир Дмитрович
- Ласовська-Крук Мирослава
- Левін Борис Наумович
- Леннарт Гельсінг
- Лоуренс Ферлінгетті
- Луїс Гарц
- Лукаш Микола Олексійович
- Львовський Михайло Григорович
- Любаєв Павло Кирилович
- Людек Пешек
- Маріо Бунхе
- Марія Дюрічкова
- Матійко Олександр Михайлович
- Матілде Камю
- Махновець Леонід Єфремович
- Миколаєнко Микола Антонович
- Міняйло Віктор Олександрович
- Міхня Ґеорґіу
- Мішель Деон
- Мустай Карім
- Науменко Юрій Андрійович
- Незабудько Панько
- Олев Їгі
- Охріменко Павло Павлович
- Патриція Сент-Джон
- Петро Равич
- П'єр Гамарра
- Пітер Абрагамс
- Попов Леонід Андрійович
- Прімо Леві
- Ральф Парве
- Реймонд Смалліан
- Ріпецький Нестор-Всеволод Олександрович
- Робер Пенже
- Роготченко Олексій Петрович
- Роже Лемелен
- Рустем Муєдін
- Себастьян Лейтнер
- Сем Вонамейкер
- Сидорук Степан
- Симчо Ісаков
- Ситник Михайло Васильович
- Слуцький Борис Абрамович
- Соколов Віктор Вікторович
- Соловей Оксана Дмитрівна
- Сосновський Михайло Іванович
- Софія де Мелло Брейнер
- Старицький Володимир Ісидорович
- Стебельська Аріадна
- Стенлі Міддлтон
- Стоян Микола Олександрович
- Тарасенко Микола Федорович
- Тарновський Микола Юхимович
- Теклюк Василь Михайлович
- Ткаченко Валентина Яківна
- Фатьянов Олексій Іванович
- Фернандо Намора
- Франсіс Карсак
- Франсуа Шале
- Хоменко Іван Євтихійович
- Христенко Інна Митрофанівна
- Цецилія Дінере
- Цимбалістий Богдан-Ярослав Іванович
- Цинковський Іван Іванович
- Чепіжний Олександр Кузьмич
- Черторизька Тетяна Купріянівна
- Чирков Юрій Іванович (мемуарист)
- Шабатин Полікарп Юхимович
- Шаповал Микола Терентійович
- Шевко Анатолій Іванович
- Юрай Шпітцер
- Юрій Луцький
- Яковенко Володимир Кирилович
- Ян Юзеф Щепанський

## Померли
- Аваз Отар Огли
- Адам Креховецький
- Адольфо Коельо
- Александру Влахуце
- Амадо Нерво
- Андреєв Леонід Миколайович
- Антоніно Натолі
- Арпад Земплені
- Верхратський Іван Григорович
- Віктор Сегален
- Вільгельм Фельдман
- Віра Засулич
- Гвідо фон Ліст
- Геза Чат
- Гуго Ріман
- Джиджора Іван Миколайович
- Дональд Маккензі Воллес
- Дулемб'янка Марія
- Ендре Аді
- Ендрю Карнеґі
- Євшан Микола
- Кандукурі Вірешалінгам
- Карл Адольф Г'єллеруп
- Касімір Лейно
- Кобилянський Володимир Олександрович
- Крастьо Крастев
- Кулаковський Юліан Андрійович
- Кулішер Михайло Гнатович
- Курт Айснер
- Левицька Зінаїда
- Леонард Івановський
- Маккавейський Микола Корнілійович
- Макс Гендель
- Маряна Марраш
- Михайличенко Гнат Васильович
- Островський Олелько
- Петер Альтенберг
- Петре Карп
- Прокоп'єв Максим Прокіпович
- Рікардо Пальма
- Розанов Василь Васильович
- Тиховський Ювеналій Іванович
- Толстая Софія Андріївна
- Франц Мерінг
- Френк Баум
- Харі Нараян Апте
- Чумак Василь Григорович
- Шварцман Ошер Маркович
- Широцький Костянтин Віталійович
- Щоголєв Сергій Никифорович
- Юркевич Лев Йосипович